# Ptolemaios III.
Ptolemaios III. Euergetes I. (altgriechisch Πτολεμαῖος Εὐεργέτης Ptolemaíos Euergétēs, deutsch ‚Wohltäter‘, auch Ptolemäus III.; * um 284 v. Chr.; † 222 v. Chr.) aus der makedonischen Dynastie der Ptolemäer war von 246 v. Chr. bis 222 v. Chr., in der griechisch-römischen Zeit, Pharao bzw. König (Basileus) von Ägypten.

## Leben

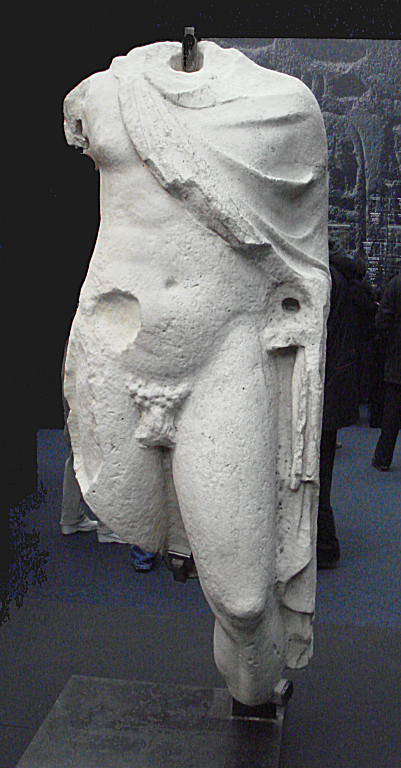
Statue Ptolemaios’ III. in Gestalt des Hermes mit Chlamys-Mantel

Ptolemaios III. wurde um 284 v. Chr. als ältester Sohn König Ptolemaios’ II. und seiner ersten Ehefrau Arsinoë I. geboren. Zwischen 250 und 246 v. Chr. heiratete er Berenike II., die Tochter König Magas’ von Kyrene. Nach dem Tod seines Vaters 246 v. Chr. übernahm er die Herrschaft in Ägypten.
Als ihn seine Schwester Berenike die Jüngere, die Witwe des Seleukiden Antiochos II., kurz darauf um Hilfe bat, griff Ptolemaios III. in die seleukidischen Thronstreitigkeiten ein. Die erste Frau des Antiochos, Laodike, hatte nach seinem Tod alles daran gesetzt, Berenike und ihren Sohn zugunsten ihres eigenen Sohnes Seleukos auszuschalten. Noch bevor Ptolemaios in Syrien eintraf, waren seine Schwester und sein Neffe ermordet worden. Dennoch setzte er seinen Angriff fort. Im sogenannten Dritten Syrischen Krieg (oder Krieg der Laodike) eroberte er Küstengebiete in Kleinasien und Thrakien. Den Seleukiden waren damit die Meerengen versperrt. Zeitweilig besetzte er auch Antiochia am Orontes und Babylon, konnte sich dort aber nicht dauerhaft etablieren, da er 243 nach Ägypten zurückkehren musste, um eine Revolte niederzuschlagen. Er ließ zunächst seinen General Xanthippos im Osten zurück. Dennoch konnte sich Laodikes Sohn Seleukos II. nun als König etablieren.
In Griechenland versuchte Ptolemaios III., den Einfluss der makedonischen Könige aus der Dynastie der Antigoniden zurückzudrängen, indem er auf die führenden Politiker der griechischen Mittelmächte Achaiischer Bund, Aitolischer Bund und Sparta einwirkte. Trotz zwischenzeitlicher Erfolge wie dem Ende der makedonischen Besatzung Athens 229 v. Chr. musste er jedoch schließlich die Hegemonie der Makedonen unter Antigonos III. Doson über Griechenland anerkennen; dies auch deshalb, weil inzwischen von Seiten der wiedererstarkten Seleukiden große Gefahr drohte.
Unter Ptolemaios III. wies das Ptolemäerreich seine größte Machtentfaltung auf. Neben der Verehrung seiner eigenen Familie förderte er auch die traditionellen ägyptischen Kulte und ließ in Apollonopolis einen prächtigen Horus-Tempel errichten. Auch das Museion von Alexandria und die dort wirkenden griechischen Gelehrten unterstützte er großzügig. Eratosthenes von Kyrene ernannte er zum Leiter der berühmten Bibliothek und zum Erzieher seines Sohnes und späteren Nachfolgers Ptolemaios IV.

## Adulis-Inschrift
Die nur dank einer spätantiken Abschrift erhaltene „Adulis-Inschrift“, eine griechische Siegesinschrift aus der damals bedeutenden Hafenstadt Adulis am Roten Meer, bezeugt überdies, dass Ptolemaios auch im Süden seines Reiches aktiv war. Der Text, der seine Erfolge erheblich übertreibt, ist eine sehr wichtige Quelle für die Selbstdarstellung des Herrschers, der sich hier selbst Großkönig (basileus megas) nennen lässt:

„Der Großkönig Ptolemaios, Sohn des Königs Ptolemaios und der Königin Arsinoe, der Geschwistergötter, der Kinder des Königs Ptolemaios und der Königin Berenike, der rettenden Götter, väterlicherseits Abkömmling des Herakles, des Sohnes des Zeus, mütterlicherseits Abkömmling des Dionysos, des Sohnes des Zeus, übernahm von seinem Vater das Königtum in Ägypten, Libyen, Phönizien, Zypern, Lykien, Karien und auf den Kykladen. Er zog mit einem Heer aus Fußvolk und Reiterei und mit einer Flotte gegen Asien, und mit troglodytischen und aithiopischen Elefanten, die er und sein Vater eigenhändig als erste in diesen Gegenden (um Adulis) jagten, nach Ägypten bringen und dort für den Krieg abrichten ließen. Dann machte er sich zum Herrn über alles Land diesseits des Euphrat, über Kilikien, Pamphylien, Ionien, den Hellespont und Thrakien, über alle Krieger in diesen Ländern und auch über indische Elefanten, und zwang die Herrscher all dieser Gegenden zur Unterwerfung. Er überschritt den Euphrat, und nachdem er Mesopotamien, Babylonien, Susiana, Persis und Medien und alle anderen Länder bis nach Baktrien seinem Gebot unterstellt hatte, ließ er suchen, was einst an heiligen Gegenständen von den Persern aus Ägypten fortgenommen worden war, und ließ diese mitsamt der übrigen Beute aus allen Ländern nach Ägypten schaffen. Danach sandte er seine Truppen durch die Kanäle heim.“

## Kanopus-Dekret und heliakischer Aufgang des Sirius
| Heliakischer Aufgang des Sirius vom 7. bis 10. Regierungsjahr von Ptolemaios III. |                                                                                |                       |                     |
| Beobachtungsort                                                                   | Ägyptisches Datum                                                              | Julianischer Kalender | Mögliche Jahre      |
| Memphis                                                                           | Heliakischer Aufgang: 29. Schemu I                                             | 18. Juli              | 241 bis 238 v. Chr. |
| Alexandria                                                                        | Heliakischer Aufgang: 30. Schemu I sowie Neujahrsfest: 1. Schemu II (1. Payni) | 19. Juli              | 241 bis 238 v. Chr. |

Im 9. Regierungsjahr Ptolemaios’ III. wurde am 17. Tybi (3. März) 238 v. Chr. im Kanopus-Dekret die Einführung eines Schalttages beschlossen, der ein Jahr später als sechster Epagomenentag eingefügt werden sollte, um die Verschiebung des heliakischen Aufgangs von Sirius auf den 2. Payni in 237 v. Chr. zu verhindern.
Die neue Kalenderform konnte sich nicht nachhaltig durchsetzen. Neben dem neuen Schalttags-Kalender wurden die Aufzeichnungen parallel nach dem alten System fortgeführt. Nach dem Tod von Ptolemaios III. und den zwischenzeitlich vorgenommenen vier Schalttagen datierte im Ptolemäischen Kalender das Neujahrsdatum auf dem 25. August, während im altägyptischen Kalender weiter der 29. August als Neujahrstag galt.
Bis zur Einführung des julianischen Kalenders durch Augustus waren beide Kalender ohne Schalttagsregelung weiterhin in Gebrauch.